# Christine Aidala
Christine Angela Aidala es una física nuclear estadounidense. Se desempeña como investigadora Alfred P. Sloan y profesora asociada de Física en la Universidad de Míchigan. Estudia la estructura de los nucleones y la dinámica de los partones en cromodinámica cuántica.

## Biografía

### Primeros años
Recibió una licenciatura en física y una licenciatura en música por la Universidad Yale en 1999. Durante sus estudios universitarios, enseñó inglés y música en Milán, Italia. Obtuvo un doctorado por la Universidad de Columbia en 2005. Durante su doctorado, también fue asociada de física en el Laboratorio Nacional Brookhaven y trabajó en el Experimento OPAL en el CERN

### Carrera
Fue investigadora postdoctoral en la Universidad de Massachusetts Amherst, donde estudió la descomposición del espín de protones utilizando el colisionador relativista de iones pesados en el Laboratorio Nacional Brookhaven. Además de numerosas publicaciones de investigación, es autora de un artículo de revisión sobre la estructura del espín de los nucleones en la revista Reviews of Modern Physics que ha sido citado más de 200 veces.
En 2017, fue seleccionada para formar parte de un comité de la Academia Nacional de Ciencias para evaluar la justificación de una instalación doméstica de colisionador de iones de electrones en Estados Unidos.
Además de investigar la estructura de las partículas subatómicas, está trabajando en un proyecto de física fundamental que deriva los marcos matemáticos estándar para la mecánica hamiltoniana y lagrangiana a partir de supuestos físicos.
Ha participado en numerosas actividades de divulgación, incluida Saturday Morning Physics  y coordinando demostraciones de física para estudiantes de primaria y secundaria.
En 2013, escribió un ensayo sobre su trayectoria profesional, que se publicó en el libro "Blazing the Trail: Essays by Leading Women in Science" . También ha sido entrevistado sobre este tema.

## Premios y honores
En 2015, recibió una beca de investigación Sloan y recibió un premio CAREER de la Fundación Nacional de Ciencias en 2018. En julio de 2019 recibió el Premio Presidencial de Carrera Temprana para Científicos e Ingenieros.
Fue nombrada miembro de la Sociedad Estadounidense de Física en 2023, "por una serie de impresionantes experimentos destinados a dilucidar el sabor y la estructura de espín del protón en términos de quarks y gluones de QCD, realizados en instalaciones de alta energía tanto en Estados Unidos y Europa".